# Angervilliers
Angervilliers település Franciaországban, Essonne megyében. Lakosainak száma 1720 fő (2022. január 1.). Angervilliers Forges-les-Bains, Bonnelles, Longvilliers, Saint-Cyr-sous-Dourdan, Le Val-Saint-Germain és Vaugrigneuse községekkel határos.

## Népesség
A település népességének változása:
| Lakosok száma | 1642 | 1624 | 1704 | 1673 | 1666 | 1723 | 1725 | 1731 | 1720 |
|               | 2013 | 2015 | 2016 | 2017 | 2018 | 2019 | 2020 | 2021 | 2022 |